# Hoplitis uvulalis
Hoplitis uvulalis là một loài Hymenoptera trong họ Megachilidae. Loài này được Cockerell mô tả khoa học năm 1902.